# (160147) 2001 KN76
(160147) 2001 KN76, também escrito como (160147) 2001 KN76, é um objeto transnetuniano que está localizado no cinturão de Kuiper, uma região do Sistema Solar. Ele está em uma ressonância orbital de 4:7 com o planeta Netuno. O mesmo possui uma magnitude absoluta de 6,6 e, tem um diâmetro com cerca de 211 km.

## Descoberta
(160147) 2001 KN76 foi descoberto no dia 22 de maio de 2001 por Marc W. Buie.

## Órbita
A órbita de (160147) 2001 KN76 tem uma excentricidade de 0.087, possui um semieixo maior de 43,546 UA e um período orbital de cerca de 287 anos. O seu periélio leva o mesmo a uma distância de 39.82 UA em relação ao Sol e seu afélio a 47,272 UA.